# St. Januarius (Niedersprockhövel)

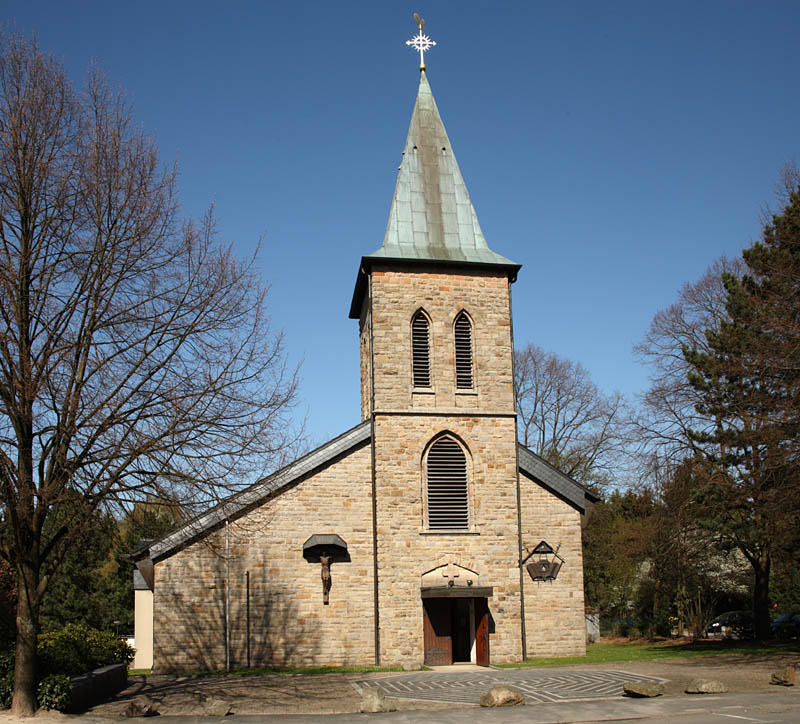
St. Januarius Niedersprockhövel

St. Januarius ist ein Kirchengebäude in Niedersprockhövel, einem Stadtteil von Sprockhövel, im Ennepe-Ruhr-Kreis in Nordrhein-Westfalen.
Sie ist die Kirche der katholischen Gemeinde St. Januarius Sprockhövel, die seit 2007 zur Pfarrei St. Peter und Paul Witten-Herbede im Bistum Essen gehört.

## Geschichte
Grundsteinlegung war am 13. August 1899, am 20. Mai 1900 wurde die neue Kirche benediziert. Es handelte sich um ein neugotisches Bauwerk im Scheunenstil, mit Holzstützen im Innenraum.

Am 15. April 1945 wurde die Kirche durch amerikanische und deutsche Artillerie schwer beschädigt; nach Instandsetzung konnte erstmals am 16. September 1945 wieder eine Hl. Messe gefeiert werden.
1962 hatte sich der Kirchenraum als nicht mehr ausreichend erwiesen. Der Mittelteil zwischen Turm und Chorraum wurde völlig abgerissen und um ein Drittel verbreitert. So entstand die heutige asymmetrische Form.
1987 wurde die Kirche umfangreich renoviert, wobei an der Nordwestseite neue Satteldächer gebaut wurden.

Im Innern wurde im Jahr 1989 auf Initiative des Pfarrers Lothar Wiethüchter der Altar aus dem Chorraum auf eine Altarinsel in der Mitte des Kirchenschiffs umgesetzt.
Und schließlich wurde 1999 der Kirchenvorplatz mit einem gotischen Labyrinth gepflastert, welches dem Labyrinth der Kathedrale von Amiens nachgestaltet ist.

## Ausstattung
Der von Klemens Link aus Bochum entworfene Altar wurde aus dem Ruhrsandstein des zuvor im Chorraum verwendeten, größeren Altars hergestellt.
Das Dickglasfenster in der Südostwand wurde von Hubertus Brouwer aus Ochtrup geschaffen.
In der Nordwestwand stehen drei Figuren der hl. Hedwig, des hl. Josef und des hl. Bonifatius. Es sind dies Arbeiten der Traunsteiner Künstlerin Cilly Schmidt-Kramny.
Die 14 Kreuzwegbilder wurden 1945 aus Kartuschen von Granaten aus dem Zweiten Weltkrieg hergestellt.

## Orgel
Die Orgel ist eine Pfeifenorgel der Firma Feith aus Paderborn und hat 13 Register.
Sie wurde 1954 mit dem Hauptwerk als Gebrauchtorgel aus dem Redemptoristenkloster Bochum erworben. Der zweite Teil wurde 1964 anlässlich des Umbaus der Kirche angeschafft.

## Glocken

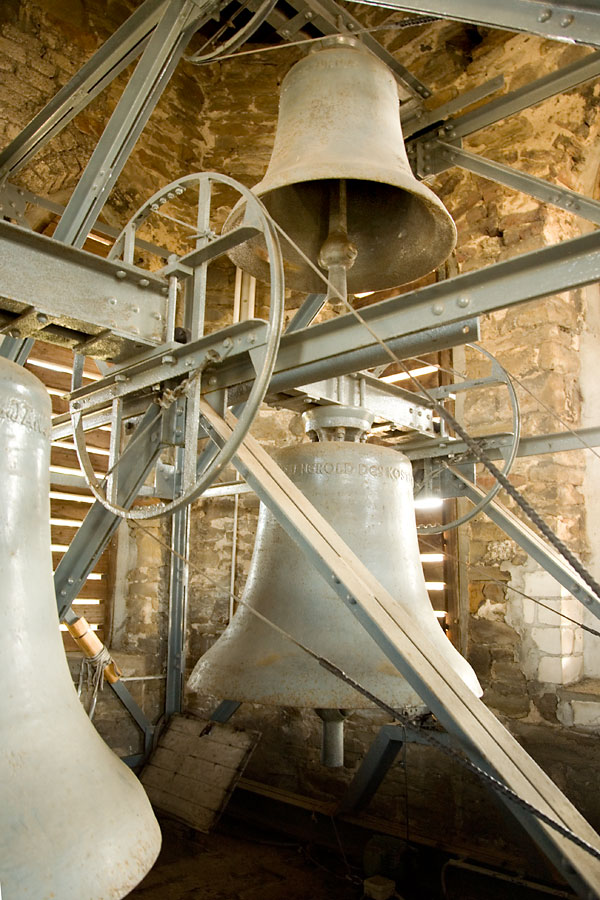
Marienglocke (oben), Caspar (unten) und Januarius (links)

Die drei Stahlguss-Glocken im nicht begehbaren 24 Meter hohen Kirchturm wurden 1955 vom Bochumer Verein gegossen.
| Glocke | Name      | Durchmesser | Gewicht | Schlagton | Inschrift                                                      |
| ------ | --------- | ----------- | ------- | --------- | -------------------------------------------------------------- |
| 1      | Januarius | 1180 mm     | 610 kg  | fis´      | Heiliger Januarius, Patron unseres Gotteshauses, bitte für uns |
| 2      | Caspar    | 970 mm      | 325 kg  | a'        | Heiliger Caspar, Du Herold des kostbaren Blutes, bitte für uns |
| 3      | Maria     | 870 mm      | 239 kg  | h'        | Heilige Maria, Mutter Gottes, bitte für uns                    |